# Tina Drees
Hubertina (Tina) Drees is een Belgisch voormalig bowler.

## Levensloop
Drees behaalde samen met Jacqueline Coudère en Nora Haveneers goud in het onderdeel 'trios' op de Europese kampioenschappen van 1981 te Frankfurt am Main. Ook behoorde ze er tot het 'team of five' (voorts samengesteld uit Jacqueline Coudère, Nora Haveneers, Solange Devillers, Maria Jansen en Nicole Maes) dat zilver won.